# Liste der Baudenkmale in Wolfenbüttel-Groß Stöckheim
In der Liste der Baudenkmale in Wolfenbüttel-Groß Stöckheim sind alle Baudenkmale des Ortsteils Groß Stöckheim der niedersächsischen Stadt Wolfenbüttel aufgelistet. Der Stand der Liste ist der 16. Juli 2022. Die Quelle der Baudenkmale ist der Denkmalatlas Niedersachsen.

## Allgemein
In den Spalten befinden sich folgende Informationen:
- Lage: die Adresse des Baudenkmales und die geographischen Koordinaten. Kartenansicht, um Koordinaten zu setzen. In der Kartenansicht sind Baudenkmale ohne Koordinaten mit einem roten Marker dargestellt und können in der Karte gesetzt werden. Baudenkmale ohne Bild sind mit einem blauen Marker gekennzeichnet, Baudenkmale mit Bild mit einem grünen Marker.
- Bezeichnung: Bezeichnung des Baudenkmales
- Beschreibung: die Beschreibung des Baudenkmales. Unter § 3 Abs. 2 NDSchG werden Einzeldenkmale und unter § 3 Abs. 3 NDSchG Gruppen baulicher Anlagen und deren Bestandteile ausgewiesen.
- ID: die Objekt-ID des Baudenkmales
- Bild: ein Bild des Baudenkmales, ggf. zusätzlich mit einem Link zu weiteren Fotos des Baudenkmals im Medienarchiv Wikimedia Commons. Wenn man auf das Kamerasymbol klickt, können Fotos zu Baudenkmalen aus dieser Liste hochgeladen werden:

## Groß Stöckheim

### Gruppe: Kirchhof Gr. Stöckheim
Baudenkmal (Gruppe):

| Lage                                      | Bezeichnung            | Beschreibung | ID       | Bild |
| ----------------------------------------- | ---------------------- | ------------ | -------- | ---- |
| Leiferder Weg 52° 10′ 28″ N, 10° 31′ 2″ O | Kirchhof Gr. Stöckheim |              | 33863137 | BW   |

Baudenkmale (Einzeln):

| Lage                                        | Bezeichnung         | Beschreibung                                                                  | ID       | Bild           |
| ------------------------------------------- | ------------------- | ----------------------------------------------------------------------------- | -------- | -------------- |
| Leiferder Weg 52° 10′ 29″ N, 10° 31′ 2″ O   | Kirche mit Kirchhof | Die Apostelkirche Groß Stöckheim stammt ursprünglich aus dem 13. Jahrhundert. | 33894271 | Weitere Bilder |
| Leiferder Weg 52° 10′ 28″ N, 10° 31′ 3″ O   | Kirchhof            |                                                                               | 33894068 | BW             |
| Leiferder Weg 5 52° 10′ 29″ N, 10° 31′ 0″ O | Pfarrhof            |                                                                               | 33894292 | BW             |

### Gruppe: Leiferder Weg 8
Baudenkmal (Gruppe):

| Lage                                         | Bezeichnung     | Beschreibung | ID       | Bild |
| -------------------------------------------- | --------------- | ------------ | -------- | ---- |
| Leiferder Weg 8 52° 10′ 29″ N, 10° 30′ 57″ O | Leiferder Weg 8 |              | 33863121 | BW   |

Baudenkmale (Einzeln):

| Lage                                         | Bezeichnung              | Beschreibung  | ID       | Bild |
| -------------------------------------------- | ------------------------ | ------------- | -------- | ---- |
| Leiferder Weg 8 52° 10′ 29″ N, 10° 30′ 59″ O | Stall/Scheunengebäude    |               | 33895010 | BW   |
| Leiferder Weg 8 52° 10′ 28″ N, 10° 30′ 58″ O | Wohnhaus                 | Wohnhausanbau | 33894904 | BW   |
| Leiferder Weg 8 52° 10′ 28″ N, 10° 30′ 57″ O | Wohn-/Wirtschaftsgebäude |               | 33894692 | BW   |
| Leiferder Weg 8 52° 10′ 28″ N, 10° 30′ 57″ O | Scheunenabau             |               | 33894798 | BW   |

### Gruppe: Dorfplatz Stöckheim
Baudenkmal (Gruppe):

| Lage                        | Bezeichnung         | Beschreibung | ID       | Bild |
| --------------------------- | ------------------- | ------------ | -------- | ---- |
| 52° 10′ 26″ N, 10° 31′ 6″ O | Dorfplatz Stöckheim |              | 33863154 | BW   |

Baudenkmale (Einzeln):

| Lage                                        | Bezeichnung              | Beschreibung     | ID       | Bild |
| ------------------------------------------- | ------------------------ | ---------------- | -------- | ---- |
| Dorfplatz 1 52° 10′ 27″ N, 10° 31′ 3″ O     | Wohn-/Wirtschaftsgebäude | Ehemalige Schule | 33894154 | BW   |
| Dorfplatz 12 52° 10′ 26″ N, 10° 31′ 2″ O    | Wohnhaus                 |                  | 33894203 | BW   |
| Dorfplatz 12 52° 10′ 25″ N, 10° 31′ 1″ O    | Nebengebäude             |                  | 33894594 | BW   |
| Dorfplatz 2 52° 10′ 26″ N, 10° 31′ 5″ O     | Wohnhaus                 |                  | 33894755 | BW   |
| Gemeindeweg 1 52° 10′ 28″ N, 10° 31′ 8″ O   | Scheune                  |                  | 33894819 | BW   |
| Gemeindeweg 1 52° 10′ 28″ N, 10° 31′ 9″ O   | Stall                    |                  | 33894925 | BW   |
| Gemeindeweg 1 52° 10′ 27″ N, 10° 31′ 7″ O   | Stall                    | Großviehstall    | 33895031 | BW   |
| Gemeindeweg 1 52° 10′ 27″ N, 10° 31′ 9″ O   | Wohnhaus                 |                  | 33894713 | BW   |
| Dorfplatz 2 52° 10′ 26″ N, 10° 31′ 7″ O     | Stall                    |                  | 33894861 | BW   |
| Dorfplatz 2 52° 10′ 26″ N, 10° 31′ 7″ O     | Stall/Scheunengebäude    |                  | 33894967 | BW   |
| Friehenstraße 3 52° 10′ 25″ N, 10° 31′ 8″ O | Stall                    |                  | 33894946 | BW   |
| Friehenstraße 3 52° 10′ 25″ N, 10° 31′ 7″ O | Wohnhaus                 |                  | 33894734 | BW   |
| Friehenstraße 3 52° 10′ 25″ N, 10° 31′ 8″ O | Scheune                  |                  | 33894840 | BW   |

### Gruppe: Leiferder Weg 10
Baudenkmal (Gruppe):

| Lage                                         | Bezeichnung      | Beschreibung | ID       | Bild |
| -------------------------------------------- | ---------------- | ------------ | -------- | ---- |
| Leiferder Weg 10 52° 10′ 32″ N, 10° 31′ 1″ O | Leiferder Weg 10 |              | 33863105 | BW   |

Baudenkmale (Einzeln):

| Lage                                         | Bezeichnung              | Beschreibung | ID       | Bild |
| -------------------------------------------- | ------------------------ | ------------ | -------- | ---- |
| Leiferder Weg 10 52° 10′ 32″ N, 10° 31′ 0″ O | Wohn-/Wirtschaftsgebäude |              | 33894334 | BW   |

### Gruppe: Gut Groß Stöckheim
Baudenkmal (Gruppe):

| Lage                         | Bezeichnung        | Beschreibung | ID      | Bild |
| ---------------------------- | ------------------ | ------------ | ------- | ---- |
| 52° 10′ 29″ N, 10° 31′ 11″ O | Gut Groß Stöckheim |              | 3386317 | BW   |

Baudenkmale (Einzeln):

| Lage                                       | Bezeichnung  | Beschreibung | ID       | Bild |
| ------------------------------------------ | ------------ | ------------ | -------- | ---- |
| Gemeindeweg 5 52° 10′ 31″ N, 10° 31′ 8″ O  | Herrenhaus   |              | 33894776 | BW   |
| Gemeindeweg 5 52° 10′ 31″ N, 10° 31′ 15″ O | Teich        |              | 33894620 | BW   |
| Gemeindeweg 5 52° 10′ 30″ N, 10° 31′ 7″ O  | Herrenhaus   |              | 33894882 | BW   |
| Gemeindeweg 5 52° 10′ 30″ N, 10° 31′ 8″ O  | Herrenhaus   |              | 33894988 | BW   |
| Gemeindeweg 5 52° 10′ 28″ N, 10° 31′ 13″ O | Park         |              | 33894460 | BW   |
| Gemeindeweg 5 52° 10′ 27″ N, 10° 31′ 13″ O | Erbbegräbnis |              | 33894483 | BW   |
| Gemeindeweg 5 52° 10′ 32″ N, 10° 31′ 6″ O  | Stall        |              | 33894132 | BW   |
| Gemeindeweg 5 52° 10′ 32″ N, 10° 31′ 9″ O  | Scheune      |              | 34170685 | BW   |
| Gemeindeweg 5 52° 10′ 32″ N, 10° 31′ 9″ O  | Scheune      |              | 33895094 | BW   |
| Gemeindeweg 5 52° 10′ 32″ N, 10° 31′ 11″ O | Schafstall   |              | 34170706 | BW   |
| Am Teiche 1 52° 10′ 34″ N, 10° 31′ 11″ O   | Wohnhaus     |              | 33894090 | BW   |

### Baudenkmale (Einzeln)
| Lage                                           | Bezeichnung              | Beschreibung | ID       | Bild |
| ---------------------------------------------- | ------------------------ | ------------ | -------- | ---- |
| Gemeindeweg 2 52° 10′ 30″ N, 10° 31′ 2″ O      | Wohn-/Wirtschaftsgebäude |              | 33894440 | BW   |
| Am Bache 11 52° 10′ 25″ N, 10° 31′ 15″ O       | Wohnhaus                 |              | 33894504 | BW   |
| Am Bache 11 52° 10′ 25″ N, 10° 31′ 15″ O       | Stallanbau               |              | 33894572 | BW   |
| Hauptstraße 31 52° 10′ 25″ N, 10° 30′ 59″ O    | Wohnhaus                 |              | 33894378 | BW   |
| Alte Dorfstraße 10 52° 10′ 23″ N, 10° 31′ 2″ O | Wohn-/Wirtschaftsgebäude |              | 33894420 | BW   |
| Alte Dorfstraße 4 52° 10′ 22″ N, 10° 31′ 4″ O  | Pfarrwitwenhaus          |              | 33894357 | BW   |
| Hauptstraße 42 52° 10′ 24″ N, 10° 30′ 56″ O    | Wohnhaus                 |              | 33894400 | BW   |